# La Flor de Mayo y la Barca
La Flor de Mayo y la Barca es una localidad del estado mexicano de Coahuila. Es parte del municipio de Matamoros.

## Demografía
| Gráfica de evolución demográfica |
|                                  |

| Censo | Población |
| ----- | --------- |
| 1990  | 1 078     |
| 2000  | 1 221     |
| 2010  | 1 422     |
| 2020  | 1 432     |